# Модльниця
Модльниця (пол. Modlnica) — село в Польщі, у гміні Велька Весь Краківського повіту Малопольського воєводства.
Населення — 1481 особа (2011).
У 1975-1998 роках село належало до Краківського воєводства.

## Демографія
Демографічна структура станом на 31 березня 2011 року:
|          | Загалом | Допрацездатний вік | Працездатний вік | Постпрацездатний вік |
| -------- | ------- | ------------------ | ---------------- | -------------------- |
| Чоловіки | 729     | 165                | 516              | 48                   |
| Жінки    | 752     | 173                | 458              | 121                  |
| Разом    | 1481    | 338                | 974              | 169                  |